# Joseph von Baader
Joseph von Baader —Múnich, 30 de septiembre de 1763-20 de noviembre de 1835— fue un ingeniero y médico alemán. Fue uno de los tres pioneros del despliegue del ferrocarril en Baviera, junto con Joseph Anton von Maffei  y Theodor Freiherr von Cramer-Klett. 

## Biografía
Su padre Franz Josef Baader era médico, por lo que Joseph estudió inicialmente esa misma carrera, y se graduó en 1785. Tras completarla inició estudios de matemáticas y física, y amplió sus conocimientos en estas áreas en Inglaterra, donde trabajó como ingeniero civil entre 1787 y 1795, en plena Revolución Industrial.
En 1794 fue llamado a Baviera y en 1796 se convirtió en miembro con pleno derecho de la Academia de Ciencias de Baviera. 
Hacia 1798, fue director de Ingeniería Mecánica y de Minas de Baviera. Más adelante se hizo cargo de la Fábrica Real de Hierros de Baviera. Baader comenzó a promover el sistema ferroviario en Alemania y participó activamente en el desarrollo de la industria naviera. Así mismo diseño los modernos sistemas de transporte de las fábricas de sal en Reichenhall.
Su publicación sobre hidrodinámica despertó la atención del príncipe elector de Baviera, Maximiliano I José, quien en 1802 le encargó el diseño de unas fuentes para el Parque del Palacio de Nymphenburg.